# Església de Sant Tròfim
L'església de Sant Tròfim és un temple de l'església catòlica romana que es troba a la ciutat d'Arle (Provença, França). Està catalogada com a monument històric. i figura inclosa a la llista de Patrimoni Mundial de la UNESCO des del 1981 
Sobresurt per les seves parts d'estil romànic, sobretot la portada i el claustre,
Construïda al segle xii sobre l'emplaçament d'una basílica inicial del segle v, dita de Sant Esteve; una capçalera gòtica va ser-li afegida al segle xv.
Aquesta antiga catedral, desclassificada a simple església parroquial el 1801, va ser transformada en basílica menor el 1882 pel papa Lleó XIII.
En el transcurs de la seva història, ha sigut el marc de diversos esdeveniments :
- 597: el 17 de novembre, Agustí de Canterbury de tornada a Arle després d'haver convertit el rei, les reines i els principals oficials d'Anglaterra, és consagrat arquebisbe de l'església d'Anglaterra a sant Tròfim per l'arquebisbe d'Arle, Virgili, llavors vicari de la Santa Seu a la Gal·lia.
- 1152: el 29 de setembre, Raimon de Montredon organitza el trasllat de les relíquies de sant Tròfim, dels Aliscamps a la basílica de sant Esteve, que perd probablement llavors aquest patronímic en benefici de l'actual.
- 1178: el 30 de juliol, coronació de l'emperador del Sacre Imperi Romanogermànic, Frederic I Barba-roja per l'arquebisbe d'Arle.
- 1365: el 4 de juny, Carles IV rei de Bohèmia es fa coronar com el seu predecessor Frederic I Barba-roja, rei d'Arle a la catedral de sant Tròfim.

## La portada
Es considera una obra mestra de l'escultura romànica tardana. Juntament amb la portada de l'abadia de Sant Geli representen el retrobament de l'art medieval amb la tradició clàssica, tan fortament arrelada en aquesta zona.
La seva realització se situa a la segona meitat del segle xii (1180-1190), amb posterioritat a la translació de les relíquies de sant Tròfim.
S'ha assenyalat com la composició general d'aquesta portada recorda la dels arcs de triomf romans. La seva temàtica gira al voltant del Judici Final.
La presideix, des del timpà, la representació de la Maiestas Domini envoltada pel Tetramorf. Al fris hi ha, a la dreta de Déu (esquerra de qui mira) els escollits i a l'esquerra de Déu (dreta de qui mira) els condemnats que són arrossegats cap a l'infern. Al dintell hi ha la representació dels apòstols, incloent sant Pau.
El cos central de la portada està dominat per grans figures individuals entre les quals sobresurten les dels dos sants vinculats a aquesta esglésiaːsant Tròfim, amb els atributs propis d'un bisbe, al costat esquerre i sant Esteve màrtir (lapidació i ascensió de la seva ànima al cel) al costat dret. Envoltant-les, diversos apòstols.

## L'església
Excavacions arqueològiques van localitzar, a l'alçada dels primers trams de la nau, prop de la portada, unes restes que s'identifiquen amb les de l'església del segle V dedicada a sant Esteve.
De l'església romànica del segle xii (primera meitat) en resten les naus, des dels peus fins al creuer. Són tres naus, la central d'una alçada considerable, coberta amb volta de canó reforçada amb arcs torals.
A sobre del creuer s'alça una robusta torre de planta quadrada, obra romànica clarament inspirada en l'arquitectura romana
La capçalera construÏda al segle xv és d'estil gòtic i consta d'un deambulatori amb capelles radials.
Del segle xvii (1620-27) és una de les capelles laterals anomenada "capella dels reis" i deguda a la iniciativa de l'arquebisbe Gaspard du Laurens.
L'església fa uns 80 metres de llargada per 11,5 d'amplada. L'alçada de la nau central és de 23 metres i la torre damunt el creuer assoleix els 42 m d'alçada
A l'interior de l'església, en les diverses capelles, s'hi poden trobar tres sarcòfags paleocristians, un grup del Sant Sepulcre del segle xv, nombroses relíquies de sants (de sant Antoni al Papa Joan Pau II) i pintures degudes a l'artista flamenc establert a la Provença Ludovicus Finsonius (segle XVII). L'altar major és presidit per una imatge de la Mare de Déu de marbre, obra de l'escultor Leonardo Murano (1618)

## El claustre

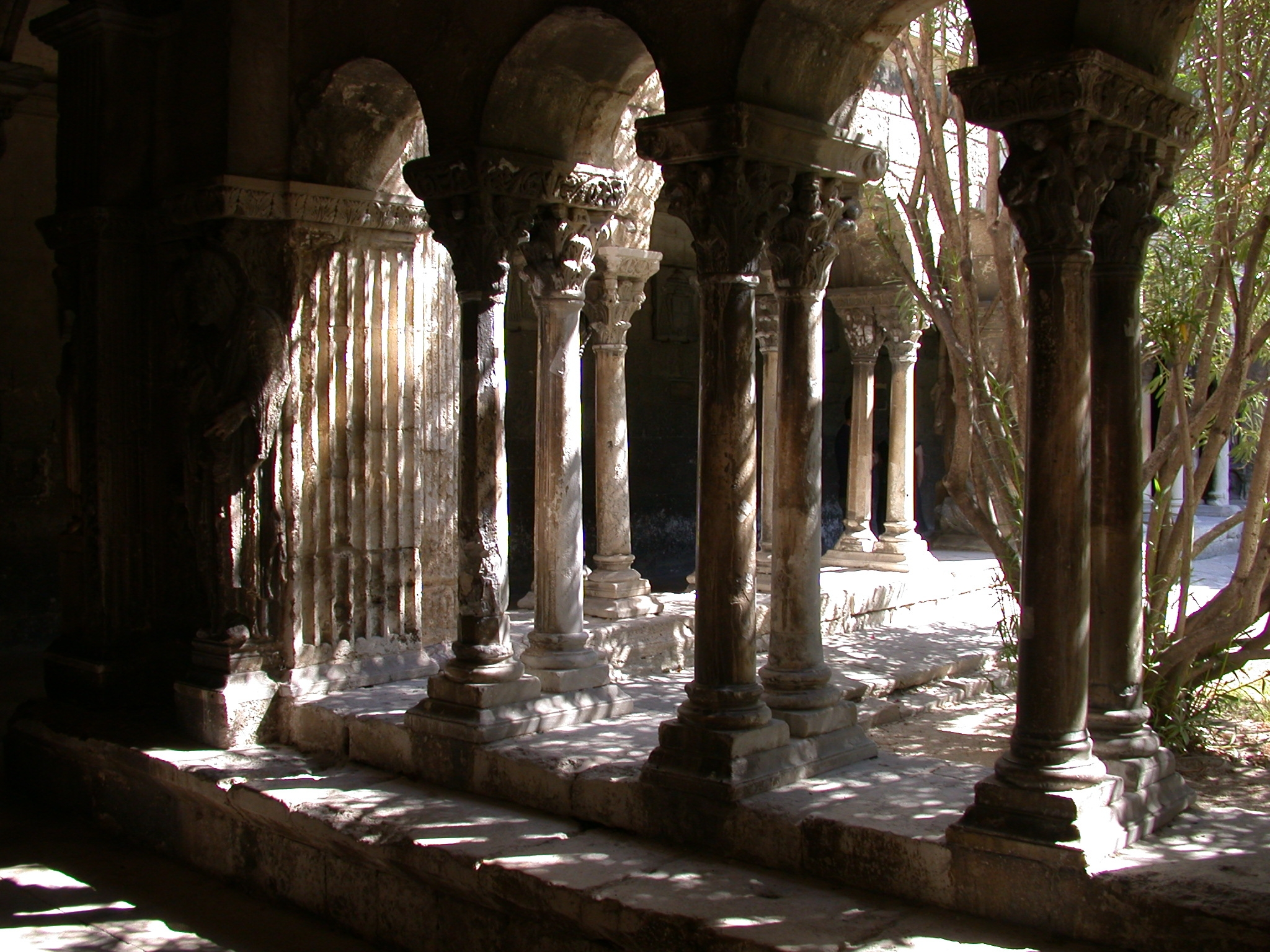
El claustre

Dues de les ales del claustre són d'estil romànic i les altres dues d'estil gòtic. La realització de les galeries romàniques se situa a la segona meitat del segle xii (1185-1200). La més antiga seria la galeria Nord, la que toca a l'església. Posteriorment s'hauria realitzat la galeria Est. Les dues galeries gòtiques (Sud i Oest) es daten al segle xiv
La decoració del claustre del segle xii-xiv està constituïda per boniques escultures, en particular les dels capitells i les dels magnífics pilars angulars de la galeria nord.
Els capitells de la galeria Nord representen, principalment, episodis de l'Antic Testament i d'altres relacionats amb la resurrecció de Jesús Als pilars angulars hi sobresurten les figures dels dos sants més estretament vinculats a aquesta església, sant Tròfim i sant Esteve.
Els capitells de la galeria est, al llarg del menjador, evoquen la vida de Crist, els de la galeria sud, la de sant Tròfim. Per la seva part, la galeria oest presenta temes provençals amb santa Marta i altres. Des de la galeria sud es descobreix el claustre, la sala capitular, la nau de l'església i el seu robust campanar.
Al voltant del claustre hi ha diverses sales que corresponien al refetor (menjador), la sala capitular i el dormitori. A la Sala Capitula s'hi exposa una col·lecció de tapissos del segle xvii.
El claustre va ser objecte de diverses restauracions al llarg dels segles XIX i XX. L'any 2006 es van detectar problemes importants de degradació de la pedra que van donar lloc a una exhaustiva intervenció iniciada l'any 2012